# Jordi Roviralta i Alegría
Jordi Roviralta i Alegría (Barcelona, 19 d'abril de 1966 - 5 de febrer de 2022) va ser un fotoperiodista català. Va treballar a diversos mitjans de comunicació durant tres dècades, un dels primers va ser el Diari de Barcelona, i després va estar a El País del 2000 al 2011, La Vanguardia i l'Ara.
Com a freelance el 1994 va anar a la guerra de Bòsnia. Preocupat per l'ofici de periodista, va formar part del Grup de Fotoperiodistes del Col·legi de Periodistes de Catalunya des del seus orígens. Va morir a conseqüència d'un càncer després d'un any lluitant contra la malaltia.